# Santa María de Santa Perpetua de Gayá
Santa Maria de Santa Perpètua de Gaià es una iglesia barroca de Pontils, municipio de la comarca de Cuenca de Barberá, provincia de Tarragona, protegida como Bien Cultural de Interés Local.

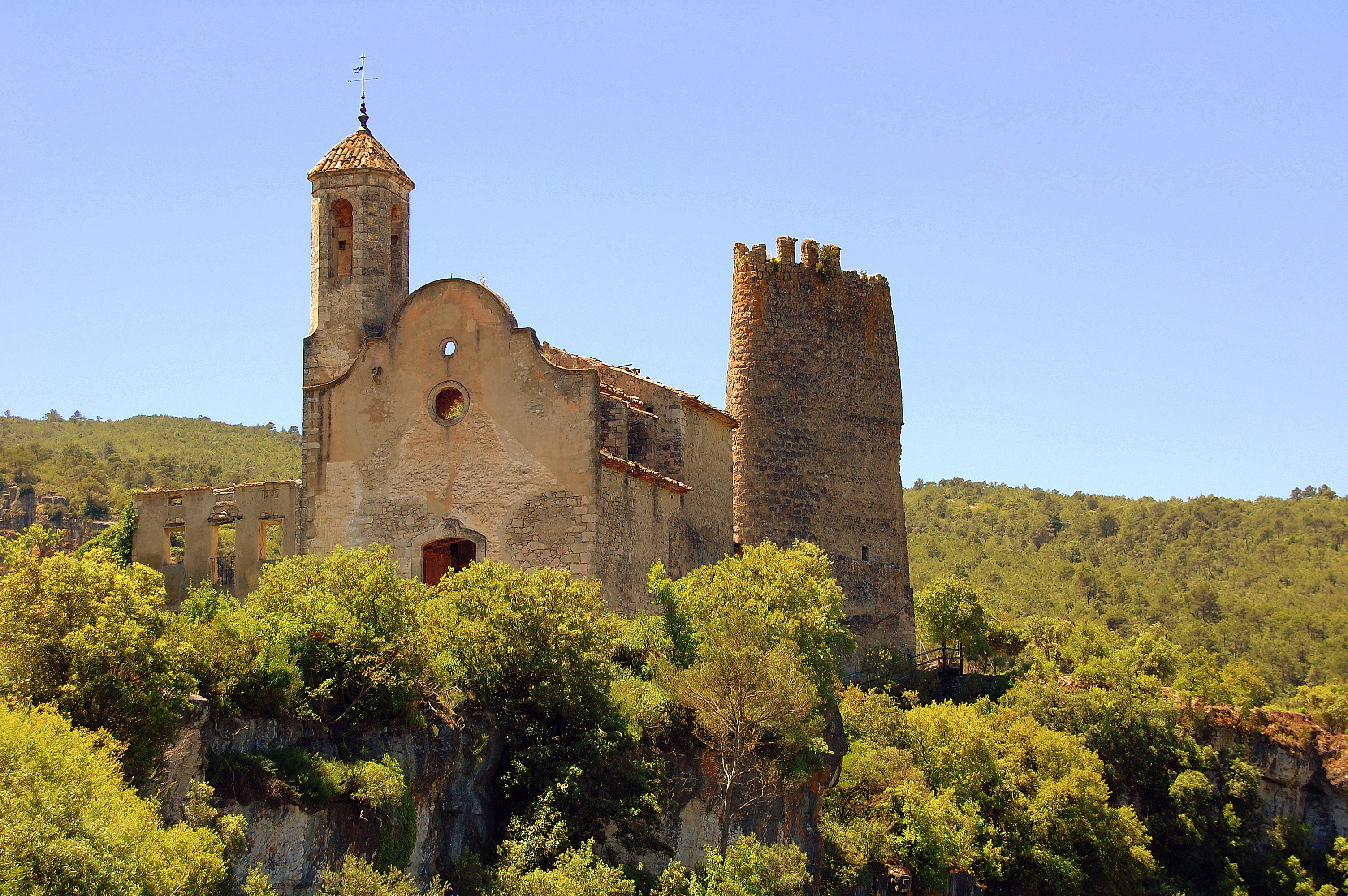

## Descripción[1]
El castillo de Santa Maria de Santa Perpètua de Gaià tenía una iglesia románica que posteriormente hizo funciones de iglesia parroquial del pueblo de Santa Perpetua de Gayá. En un alto situado en un meandro del río Gayá junto al pequeño núcleo de Santa Perpetua se encuentran los restos del castillo con su torre restaurada y la iglesia de Santa María. 
La iglesia antigua fue substituida por este edificio construido a inicios del siglo XIX, en estilo barroco. Consta de una nave de planta rectangular de 20,5 x 10,8 m dividida por contrafuertes y sus correspondientes arco en cinco tramos. El campanario, emplazado en el primer tramo, tiene una altura de 17,7 m. y se divide en dos partes. Los muros tienen un grosor de 65 cm de tipo ordinaria. El estado actual del templo es ruinoso.

## Historia
La primera mención de la iglesia románica data de 1172, en el testamento del caballero Pere Anguera. La construcción se supone que fue iniciativa de los Cervelló o de algunos feudatarios de la familia. El sepulcro que se conserva, totalmente estropeado, en el interior de la iglesia barroca seguramente pertenece a los promotores de su construcción.
La iglesia actual fue utilizada para el culto religioso hasta 1935, fecha en la que se quemó su interior. Durante la Guerra Civil, el inmueble hizo funciones de almacén y garaje. Después de la guerra la iglesia quedó en el abandono.

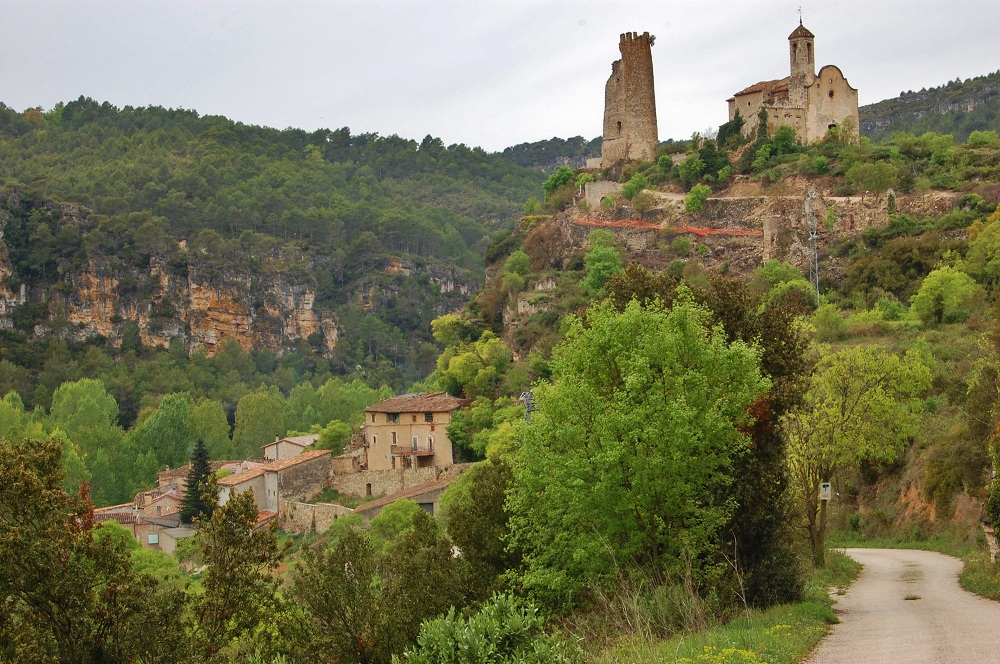

La imagen icónica de su fachada en un lugar destacado del curso alto del valle del Río Gayá marca paisajísticamente todo el entorno natural circundante y está en peligro de desaparición por su elevado grado de deterioro arquitectónico.
El 27 de abril de 2021, la iglesia pasó a formar parte de la Lista Roja de Patrimonio en peligro de la Asociación Hispania Nostra.